# 올빼미속
올빼미속(Strix)은 올빼미과의 한 속이다. 올빼미와 황갈색올빼미, 긴점박이올빼미 등이 속해 있다.

## 하위 종
- 흰발올빼미 (S. albitarsis)
- 황갈색올빼미 (S. aluco)
- 오만올빼미 (S. butleri)
- 차코올빼미 (S. chacoensis)
- 쓰촨올빼미 (S. davidi)
- 큰갈색올빼미 (S. fulvescens)
- 사막올빼미 (S. hadorami)
- 검은띠올빼미 (Strix huhula)
- 브라질올빼미 또는 붉은줄올빼미 (S. hylophila)
- 갈색나무올빼미 (S. leptogrammica)
- 마그레브올빼미 (S. mauritanica)
- 큰회색올빼미 (S. nebulosa)
- 알락올빼미 (S. nigrolineata)
- 올빼미 또는 회갈색올빼미, 히말라야올빼미 (S. nivicolum)
- 점박이올빼미 또는 서아메리카올빼미 (S. occidentalis)
- 인도올빼미 (S. ocellata)
- 붉은발올빼미 (S. rufipes)
- 회색올빼미 (S. sartorii)
- 말레이올빼미 (S. seloputo)
- 긴점박이올빼미 (S. uralensis)
- 줄무늬올빼미 (S. varia)
- 얼룩올빼미 ('S. virgata)
- 아프리카나무올빼미 (S. woodfordii)